# Antonin Desert
Antonin Desert, né le 9 novembre 1978 à Pertuis, est un tireur sportif français.

## Carrière
En 2018, il est médaillé de bronze par équipe en fosse olympique avec Sébastien Guerrero et Dorian Oblet aux championnats d'Europe de tir plateau à Leobersdorf.
Antonin Desert est médaillé d'argent avec Carole Cormenier en fosse olympique par équipe mixte aux Championnats d'Europe plateau 2019 à Lonato del Garda ; lors de ces mêmes championnats, il est médaillé de bronze en fosse olympique par équipes avec Sébastien Guerrero et Clément Bourgue.